# Mistrovství Evropy v zápasu ve volném stylu 1929
Mistrovství Evropy v zápasu ve volném stylu mužů v roce 1929 proběhlo v Paříži (Francie).

## Muži
| Kategorie | Zlato              | Stříbro         | Bronz             |
| --------- | ------------------ | --------------- | ----------------- |
| 56 kg     | Piet Mollin        | Berthaux        | R. Wyss           |
| 61 kg     | René Rottenfluc    | Joseph Dillen   | Denis Perret      |
| 66 kg     | Erik Malmberg      | Károly Kárpáti  | Reginald Edwards  |
| 72 kg     | Hyacinthe Roosen   | Alvar Eriksson  | Fritz Käsermann   |
| 79 kg     | Sanfrid Söderqvist | Hans Mollet     | Henri Deniel      |
| 87 kg     | Erich Äschlimann   | Paul Bonnefont  | Joseph Van Assche |
| +87 kg    | Johan Richthoff    | Edmond Charlier | Edmond Dame       |